# Janatella fellula
Janatella fellula är en fjärilsart som beskrevs av William Schaus 1902. Janatella fellula ingår i släktet Janatella och familjen praktfjärilar. Inga underarter finns listade i Catalogue of Life.